# Breutelia microdonta
Breutelia microdonta là một loài rêu trong họ Bartramiaceae. Loài này được Mitt. Broth. mô tả khoa học đầu tiên năm 1895.